# Berg im Gau
Berg im Gau är en kommun och ort i Landkreis Neuburg-Schrobenhausen i Regierungsbezirk Oberbayern i förbundslandet Bayern i Tyskland.
Kommunen ingår i kommunalförbundet Schrobenhausen tillsammans med kommunerna Gachenbach, Langenmosen och Waidhofen.